# Drosophila seriema
Drosophila seriema är en tvåvingeart som beskrevs av Tidon-sklorz och Sene 1995. Drosophila seriema ingår i släktet Drosophila och familjen daggflugor.
Artens utbredningsområde är Brasilien.